# Be Good Johnny
"Be Good Johnny" é uma canção gravada pela banda australiana Men at Work, e faz parte de seu primeiro álbum, Business as Usual.
A canção alcançou moderada reprodução nas estações de rádio norte americans, mas não chegou a fazer parte da Billboard Hot 100 uma vez que não chegou aos Estados Unidos como um single físico, um dos requisitos para fazer parte da parada naquela época. No entanto, ela fez parte da Billboard's Top Tracks, onde chegou ao número 3.

## Conteúdo
A canção é escrita sobre a ótica de um menino de 9 anos de idade, que é constantemente dito para ser bom, mas prefere sonhar acordado a ter que concentrar-se na aula ou praticar esportes. Johnny sente que ele compreende algumas instruções, mas também sente que ele é completamente mal compreendido pelo mundo adulto. O vocalista principal, Colin Hay, usa sua voz de diferentes formas para imitar Johnny, a mãe e o pai de Johnny e o seu professor.  A canção também apresenta diálogos falados pelo tecladista Greg Ham enquanto ele tenta descobrir como Johnny é. O título da música é uma referência ao Johnny B. Goode.

## Versões cover
Colin Hay fez um cover da música em seu álbum Man @ Work, e essa versão foi  usada como música temas das versões britânica e americana do programa de TV Supernanny.

## Posições nas paradas
| Paradas (1982-1983)                          | Posições |
| -------------------------------------------- | -------- |
| Australia (Kent Music Report)                | 8        |
| Canada (RPM Magazine)                        | 19       |
| New Zealand (RIANZ)                          | 3        |
| United Kingdom (The Official Charts Company) | 78       |
| U.S. Billboard Top Tracks                    | 3        |